# Анрі де Бруккер
Анрі Жосеф Марі Гіацинт де Бруккер (24 січня 1801 , Брюгге  — 25 січня 1891 , Брюссель ) — бельгійський ліберальний політичний діяч. Народився у Брюгге. Його брат Шарль був мером Брюсселя.
Обіймав посаду губернатора провінції Антверпен з 1840 до 1844 року та провінції Льєж з 1844 до 1846 року. Очолював ліберальний уряд з 1852 до 1855 року. 1863 року став першим мером Одергема.